# Пам'ятник першокласнику (Ростов-на-Дону)
Пам'ятник  першокласнику (рос. Памятник первокласснику) — бронзовий монумент, який розташований у дворі гімназії № 36 по вулиці Горького, 115 у Ленінському районі Ростова-на-Дону.

## Історія
Ініціатива створення монумента належить голові Ленінського району Ростова-на-Дону Сергію Сухариеву. У своєму інтерв'ю він зазначив, що на початкових етапах розробки проекту йому хотілося, щоб підсумкова скульптура чимось нагадувала персонажа Малюка з історії про «Малюка та Карлсонa, який мешкає на даху».
Міська влада вирішила провести конкурс серед учнів 7-9 класів на створення кращого ескізу пам'ятника. Були представлені десятки ескізів.
Переможцем конкурсу стала Ганна Ніколаєва — учениця 9 «В» класу гімназії № 36. Гроші на створення пам'ятника надали спонсори, а скульптором був обраний Дмитро Линдін.
Він створював скульптуру за карандашному ескізом учениці. На створення пам'ятника пішло близько півроку, його відливали в одній з майстерень Ростова-на-Дону. Урочиста церемонія відкриття пам'ятника відбулася 1 вересня 2011 року на День знань у внутрішньому дворику гімназії № 36, на церемонії відкриття пам'ятника був присутній мер Михайло Чернишов.

## Опис
Пам'ятник виготовлений із бронзи, його висота становить близько 2 метров, вага — півтонни. Монумент зображує усміхненого хлопчика-першокласника, одягненого в шкільну форму. Він сидить на глобусі, а в руках тримає книгу. За словами скульптора, цей монумент поєднує в собі риси справжнього першокласника, який однаково захоплено вміє вчитися і веселитися.